# Herrero

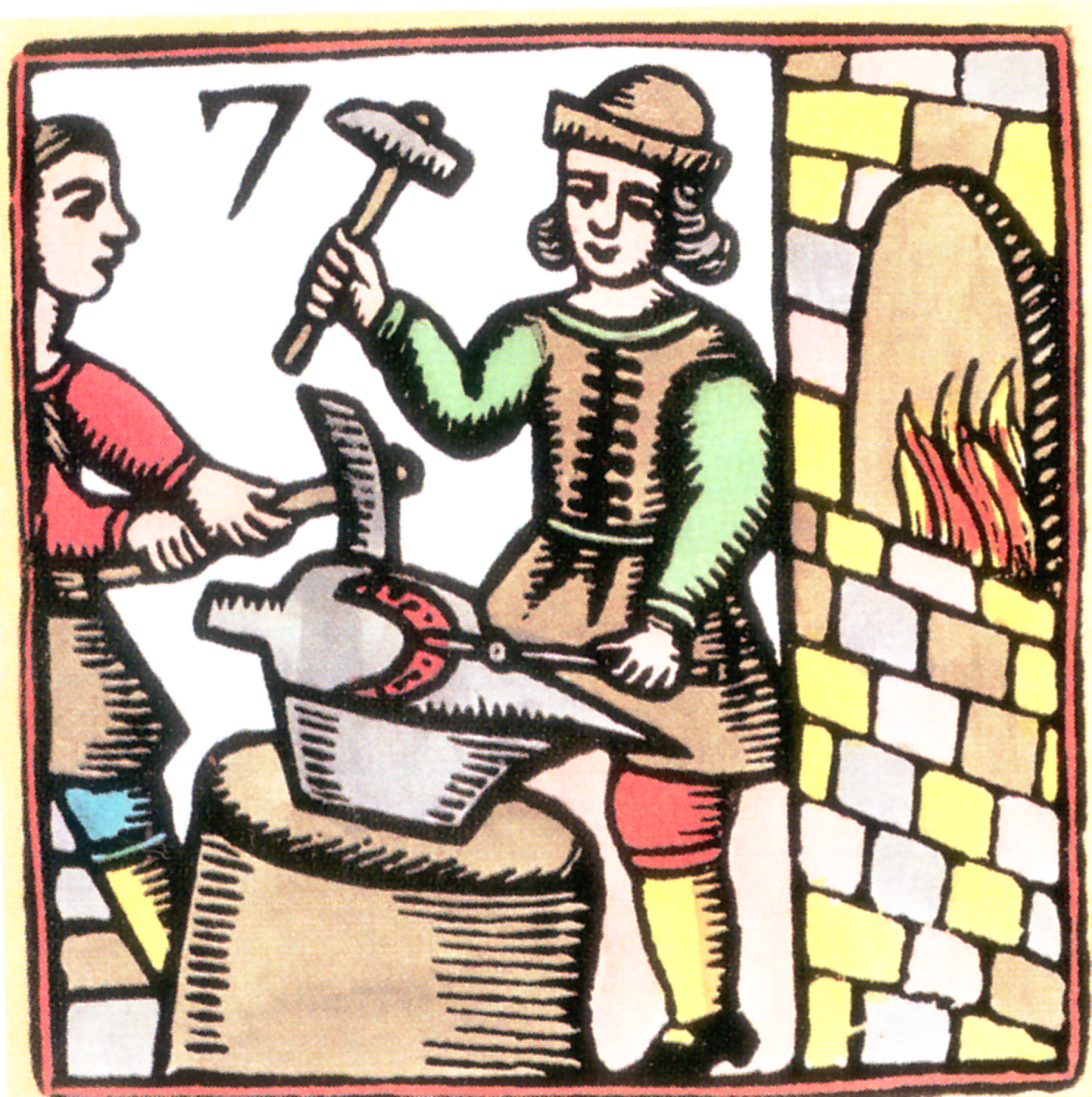
Azulejo de oficios de las series de azulejería popular catalana a partir de originales de diseños anónimos del.

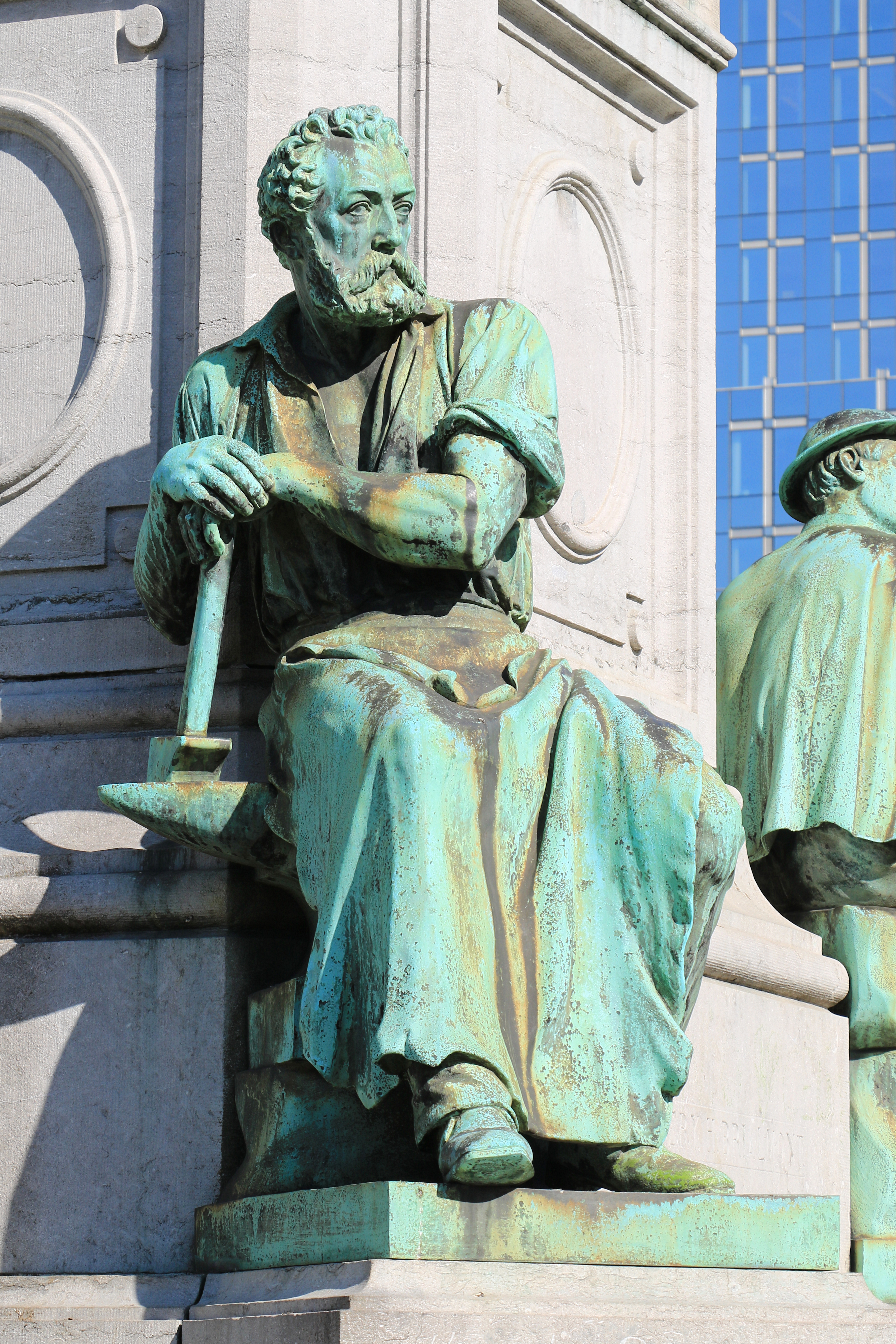
Estatua de un herrero (monumento a John Cockerill en Bruselas).

Un herrero es una persona que tiene por trabajo u oficio forjar, fabricar y reparar materiales o piezas de metal.

## Historia, prehistoria, religión y mitología

### Mitología

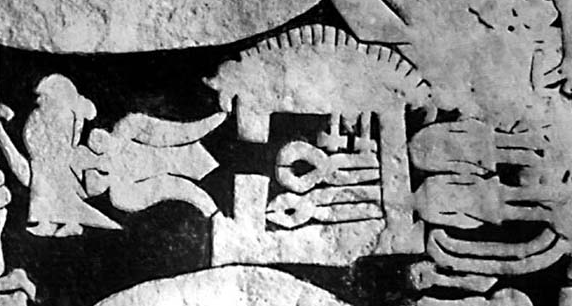
La herrería de Wayland en el centro, la hija de Níðuð a la izquierda, y los hijos muertos de Níðuð escondidos a la derecha de la herrería. Entre la muchacha y la herrería, se puede ver a Wayland en un fetén de águila volando. De la piedra de la imagen de Ardre VIII en Gotland.

En la mitología hindú, Tvastar también conocido como Vishvakarma es el herrero de los devas. Las primeras referencias de Tvastar se encuentran en el Rigveda.
Hefesto (en latín: Vulcano) era el herrero de la dioses en la griega y en la mitología romana. Un artesano sumamente hábil cuya fragua era un volcán, construyó la mayoría de las armas de los dioses, así como hermosos ayudantes para su herrería y una red de pesca de metal de asombrosa complejidad. Era el dios de la metalurgia, del fuego y de los artesanos.
Según la historia legendaria de Roma, el hábil herrero Mamurio Veturio, de origen sabino, que vivió en tiempos de Numa Pompilio, forjó once de los doce escudos rituales colgados en el Templo de Marte (ancilas sagradas).
En la mitología celta, el papel de Herrero es desempeñado por personajes epónimos (sus nombres significan 'herrero'): Goibhniu (mitos irlandeses del ciclo Tuatha Dé Danann) o Gofannon (mitos galeses/el Mabinogion). Brigid o Brigit, una diosa irlandesa, se describe a veces como la patrona de los herreros.
En la mitología Nart del Cáucaso el héroe conocido por los osetios como Kurdalægon y por los circasianos como Tlepsh es un herrero y hábil artesano cuyas hazañas exhiben rasgos de chamán, a veces comparándose con las de la deidad escandinava Odín. Una de sus mayores hazañas es la de actuar como una especie de comadrona masculina del héroe Xamyc, al que su esposa moribunda, la dama Isp, que escupe entre sus omóplatos el embrión de su hijo Batraz, lo convierte en portador de un quiste similar a una matriz. Kurdalaegón prepara una especie de torre o andamio sobre un baño de temple para Xamyc, y, llegado el momento, lanza el quiste para liberar al héroe infantil Batraz como un recién nacido de acero al que Kurdalægon apaga entonces como una espada recién forjada.

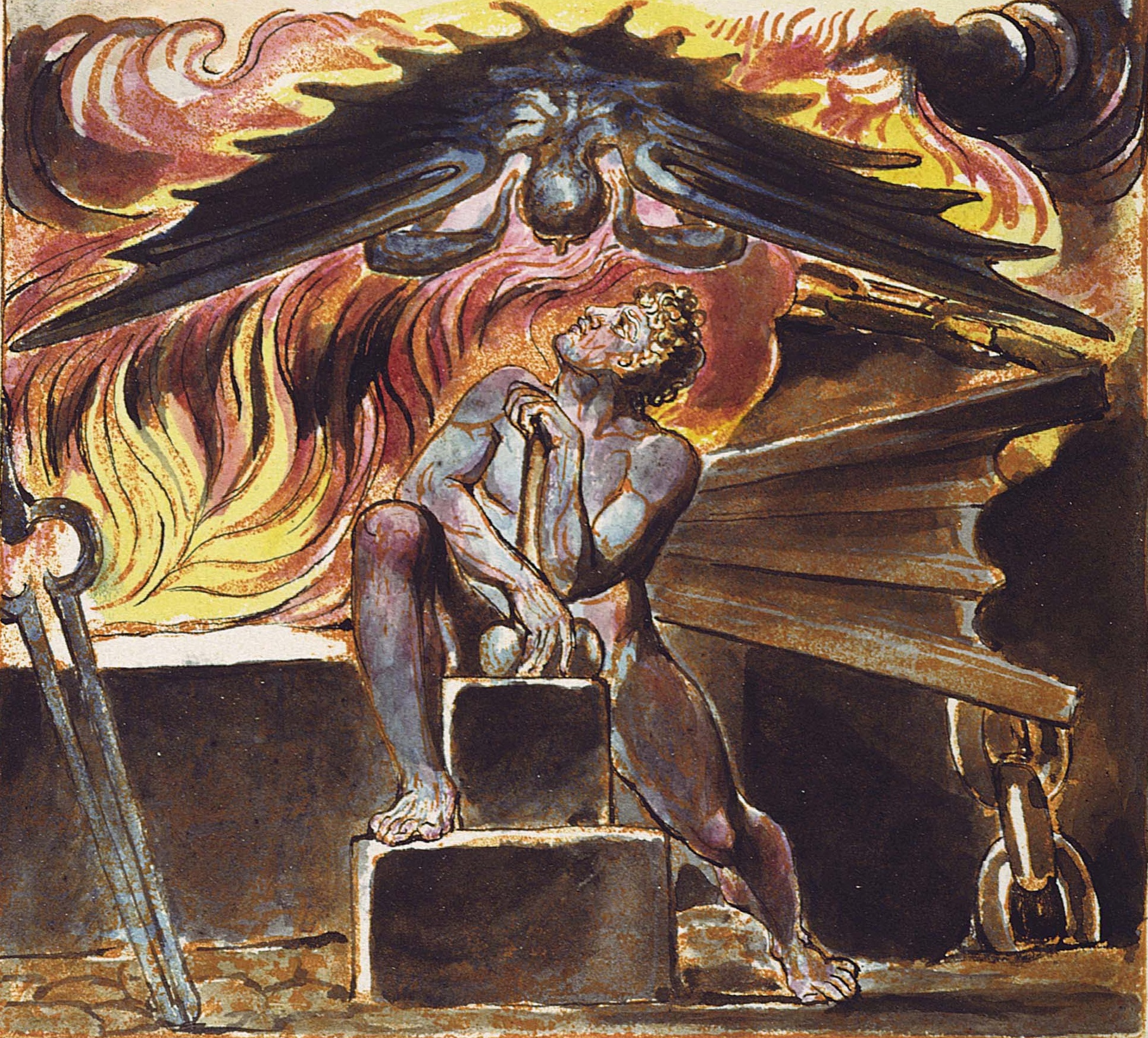
El artista William Blake utilizó al herrero como motivo en su propia y extensa mitología. Aquí, Los, protagonista de varios poemas de Blake, es atormentado en su herrería por la figura Spectre en una ilustración del poema de Blake Jerusalén. Esta imagen procede del ejemplar E. de dicha obra, impreso en 1821 y que se encuentra en la colección del Yale Center for British Art

El anglosajón Wayland Smith, conocido en nórdico antiguo como Völundr, es un herrero heroico de la mitología germánica. La Edda Poética afirma que forjó hermosos anillos de oro engastados con maravillosas gemas. Fue capturado por el rey Níðuðr, que lo ató cruelmente y lo encarceló en una isla. Völundr finalmente se vengó matando a los hijos de Níðuðr y fabricando copas con sus cráneos, joyas con sus ojos y un broche con sus dientes. Luego violó a la hija del rey, después de drogarla con cerveza fuerte, y escapó, riendo, en alas de su propia fabricación, jactándose de haber engendrado un hijo con ella.

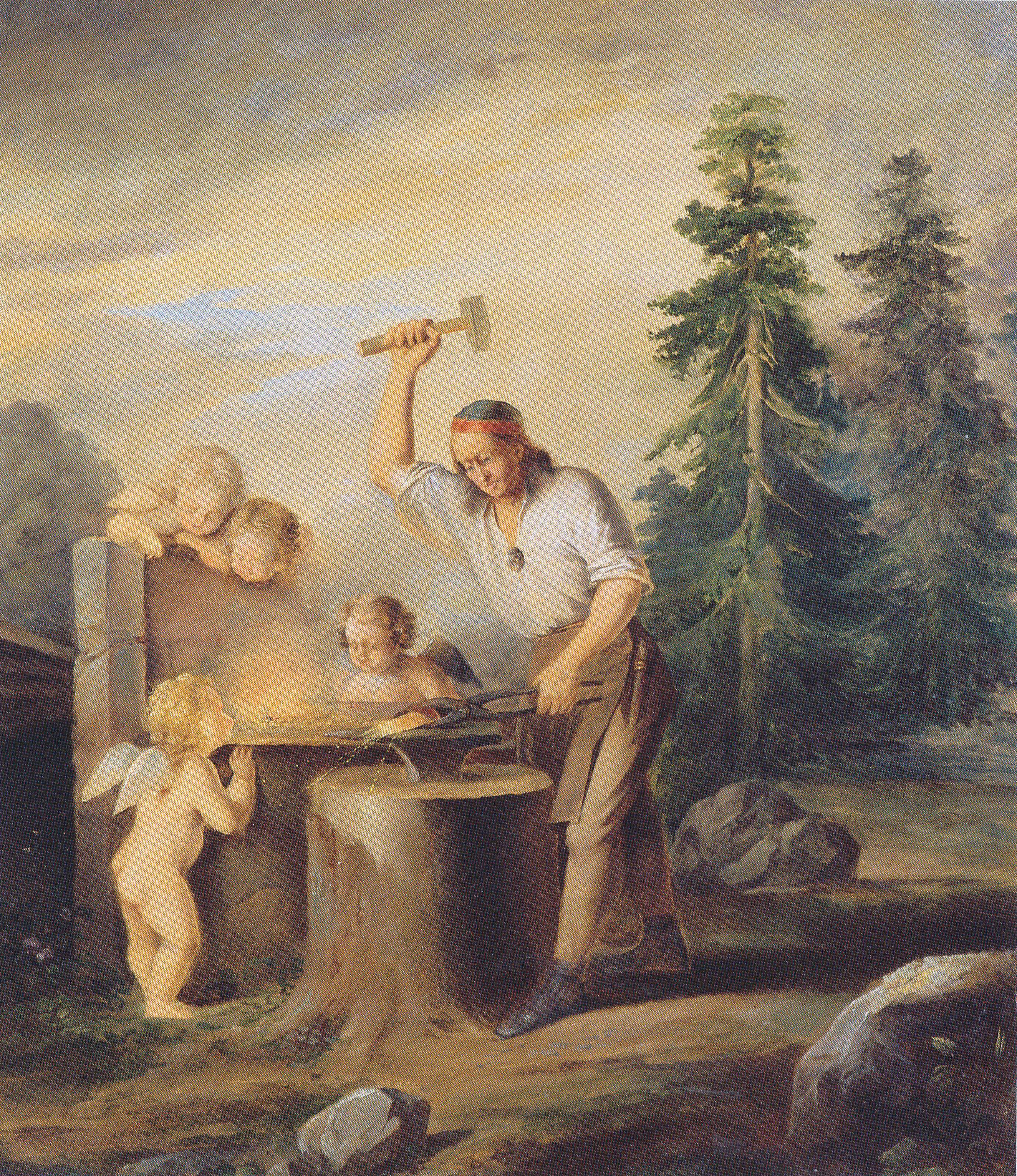
Ilmarinen Forja el Sampo, Berndt Godenhjelm, siglo XIX

Seppo Ilmarinen, el Martillador Eterno, herrero e inventor en el Kalevala, es un arquetipo de artífice de la mitología finlandesa.
Tubal-Caín es mencionado en el libro del Génesis de la Torá como el herrero original.
Ogun, el dios de los herreros, guerreros, cazadores y otros que trabajan con el hierro es uno de los panteones de Orisha tradicionalmente adorados por el pueblo Yoruba de Nigeria.

### Antes de la Edad de Hierro
El oro, la plata y el cobre se encuentran en la naturaleza en su estado nativo, como metales razonablemente puros –  Los humanos probablemente fueron los primeros en trabajar estos metales. Todos estos metales son bastante maleables, y el desarrollo inicial de los humanos de las técnicas de martilleo se aplicó sin duda a estos metales.
Durante el Calcolítico y la Edad del Bronce, los humanos de Oriente Medio aprendieron a fusionar, remachar, y (de forma limitada) forjar el cobre y el bronce. El bronce es una aleación de cobre y aproximadamente del 10% al 20% de estaño. El bronce es superior al cobre, ya que es más duro, más resistente a la corrosión y tiene un punto de fusión más bajo (por lo que requiere menos combustible para fundir y moldear). Gran parte del cobre utilizado por el mundo mediterráneo procedía de la isla de Chipre. La mayor parte del estaño procedía de la región de Cornualles de la isla de Gran Bretaña, transportado por mar por comerciantes fenicios y griegos.
El cobre y el bronce no pueden endurecerse mediante tratamiento térmico, sólo pueden endurecerse mediante trabajo en frío. Para conseguirlo, se martillea ligeramente una pieza de bronce durante un largo periodo de tiempo. Los ciclos de tensión localizados provocan el endurecimiento por trabajo al cambiar el tamaño y la forma de los cristales del metal. El bronce endurecido puede entonces afilarse para fabricar herramientas de filo.
Los relojeros ya utilizaban en el siglo XIX las técnicas de endurecimiento por trabajo para endurecer los dientes de latón  de engranajes y carracas. Al golpear sólo los dientes se obtenían dientes más duros, con una mayor resistencia al desgaste. Por el contrario, el resto del engranaje se dejaba en un estado más blando y duro, más capaz de resistir las grietas.
El bronce es lo suficientemente resistente a la corrosión como para que los artefactos arqueológicos de bronce puedan durar miles de años relativamente indemnes. Por ello, los museos suelen conservar más ejemplos de trabajos en metal de la Edad del Bronce que ejemplos de artefactos de la mucho más joven Edad del Hierro. Los artefactos de hierro enterrados pueden oxidarse completamente en menos de 100 años. Los ejemplos de trabajos en hierro antiguos que aún se conservan son la excepción a la norma.

### Edad de Hierro
Coincidiendo con la aparición de los caracteres alfabéticos en la Edad de Hierro, los humanos conocieron el metal hierro. Sin embargo, en épocas anteriores, las cualidades del hierro, en contraste con las del bronce, no eran generalmente comprendidas. Los artefactos de hierro, compuestos de hierro meteórico, tienen la composición química que contiene hasta un 40% de níquel. Dado que la fuente de este hierro es extremadamente rara y fortuita, se puede suponer que hubo poco desarrollo de las habilidades de herrería propias del hierro. El hecho de que todavía poseamos artefactos de hierro meteórico puede atribuirse a los caprichos del clima y a la mayor resistencia a la corrosión que confiere al hierro la presencia de níquel.
Durante la exploración polar (del norte) de principios del siglo XX, se descubrió que los Inughuit, los inuit del norte de Groenlandia, fabricaban cuchillos de hierro a partir de dos meteoritos de hierro-níquel especialmente grandes. Uno de estos meteoros fue llevado a Washington D. C., donde fue remitido a la custodia de la Smithsonian Institution.
Los hititas de Anatolia descubrieron o desarrollaron por primera vez la fundición de minerales de hierro alrededor del año 1500 antes de Cristo. Parece que mantuvieron casi el monopolio del conocimiento de la producción de hierro durante varios cientos de años, pero cuando su imperio se derrumbó durante las convulsiones del Mediterráneo oriental alrededor del 1200 a. C., el conocimiento parece haber escapado en todas direcciones.
En la Ilíada de Homero (que describe la Guerra de Troya y los guerreros griegos y troyanos de la Edad de Bronce), se afirma que la mayoría de las armaduras y armas (espadas y lanzas) eran de bronce. Sin embargo, el hierro no es desconocido, ya que las puntas de flecha se describen como de hierro, y una "bola de hierro" aparece como un premio otorgado por ganar una competición.
Los hechos descritos probablemente ocurrieron alrededor del año 1200 a. C., pero se cree que Homero compuso este poema épico alrededor del año 700 a. C., por lo que la exactitud debe seguir siendo sospechosa.

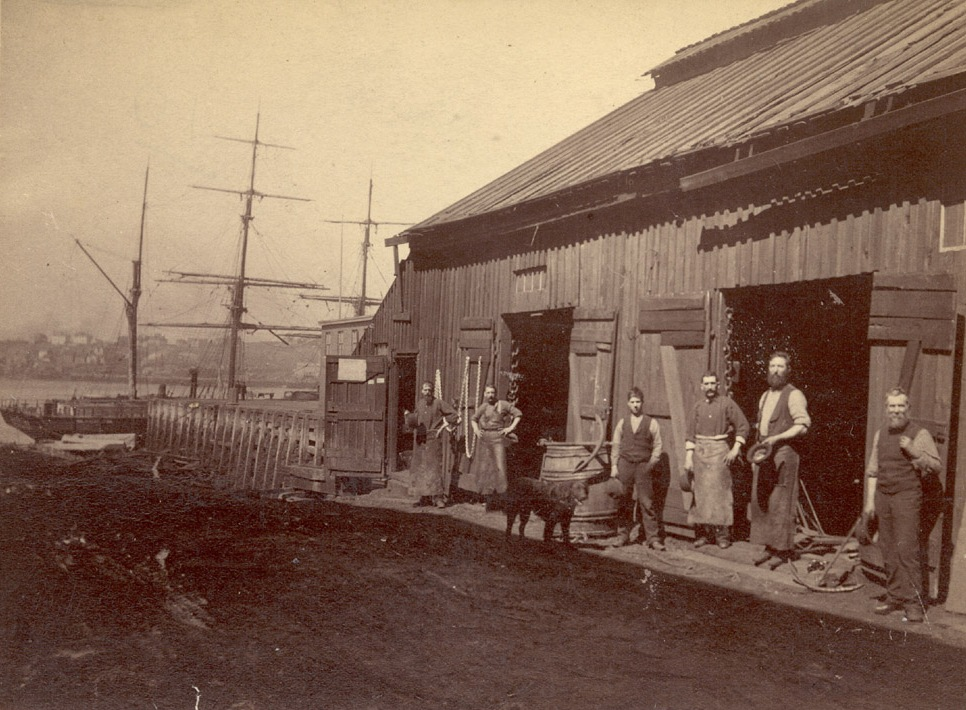
Una herrería en el puerto de Saint John, New Brunswick, Canadá a finales del.

Cuando los registros históricos se reanudan después de los trastornos del 1200 a. C. y la subsiguiente Edad Oscura griega, el trabajo del hierro (y presumiblemente los herreros) parece haber surgido como Atenea, totalmente crecida de la cabeza de Zeus. Quedan muy pocos artefactos, debido a la pérdida por corrosión y a la reutilización del hierro como mercancía valiosa. La información existente indica que todas las operaciones básicas de herrería se utilizaban desde que la Edad de Hierro llegó a una localidad concreta. La escasez de registros y artefactos, y la rapidez del cambio de la Edad del Bronce a la del Hierro, es una razón para utilizar las pruebas de la herrería del bronce para inferir sobre el desarrollo temprano de la herrería.
No se sabe con certeza cuándo las armas de hierro sustituyeron a las de bronce, porque las primeras espadas de hierro no mejoraban significativamente las cualidades de los artefactos de bronce existentes. El hierro sin alear es suave, no tiene el filo tan bien como una hoja de bronce bien construida y necesita más mantenimiento. Sin embargo, los minerales de hierro están más disponibles que los materiales necesarios para crear bronce, lo que hizo que las armas de hierro fueran más económicas que las armas de bronce comparables. Pequeñas cantidades de acero a menudo se forman durante varias de las primeras prácticas de refinación, y cuando se descubrieron y explotaron las propiedades de esta aleación, las armas con filo de acero superaron con creces al bronce.
El hierro es diferente de otros materiales (incluido el bronce), en que no pasa en forma inmediata de estado sólido a líquido al alcanzar su punto de fusión. El H2O es un sólido (hielo) at −1 C (31 F), y un líquido (agua) a +1 C (33 F). En cambio el hierro, es un sólido a  800 °F (426,7 °C), pero durante los siguientes 1500 °F (815,6 °C) se torna cada vez más plástico y más "taffy-like" al ir aumentando la temperatura. Este amplio rango de temperatura de variable solidity es la propiedad fundamental del material en que se basan las técnicas de la herrería.
Otra diferencia importante entre las técnicas de fabricación del bronce y el hierro es que el bronce puede ser fundido. El punto de fusión del hierro es mucho más alto que el del bronce. En la tradición occidental (Europa y Oriente Medio), la tecnología para hacer fuegos lo suficientemente calientes como para fundir el hierro no surgió hasta el siglo XVI, cuando las operaciones de fundición crecieron lo suficiente como para requerir fuelles demasiado grandes. Estos fuegos produjeron temperaturas lo suficientemente altas como para fundir minerales parcialmente refinados, dando lugar al hierro fundido. Así, las sartenes y los utensilios de cocina de hierro fundido no fueron posibles en Europa hasta 3.000 años después de la introducción de la fundición del hierro. China, en una tradición de desarrollo separada, producía hierro fundido al menos 1000 años antes.
Aunque el hierro es bastante abundante, el acero de buena calidad siguió siendo raro y caro hasta los desarrollos industriales del proceso Bessemer et al. en la década de 1850. Un examen minucioso de las herramientas antiguas fabricadas por herreros muestra claramente dónde se forjaron pequeños trozos de acero en el hierro para obtener los filos de acero endurecido de las herramientas (especialmente en hachas, azuelas, cinceles, etc.). La reutilización de acero de calidad es otra razón para la falta de artefactos.
Los Romanos (que se aseguraban de que sus propias armas estuvieran hechas con buen acero) observaron (en el siglo IV a. C.) que los Celtas del valle del río Po tenían hierro, pero no buen acero. Los romanos cuentan que, durante la batalla, sus oponentes celtas sólo podían blandir sus espadas dos o tres veces antes de tener que pisarlas para enderezarlas.
En el subcontinente indio, el acero Wootz se producía, y se sigue produciendo, en pequeñas cantidades.
En el sur de Asia y en África occidental, los herreros forman castas endógenas que a veces hablan lenguas distintas.

### Período medieval

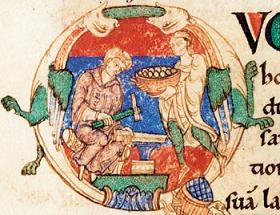
Un monje herrero, de un manuscrito medieval en francés.

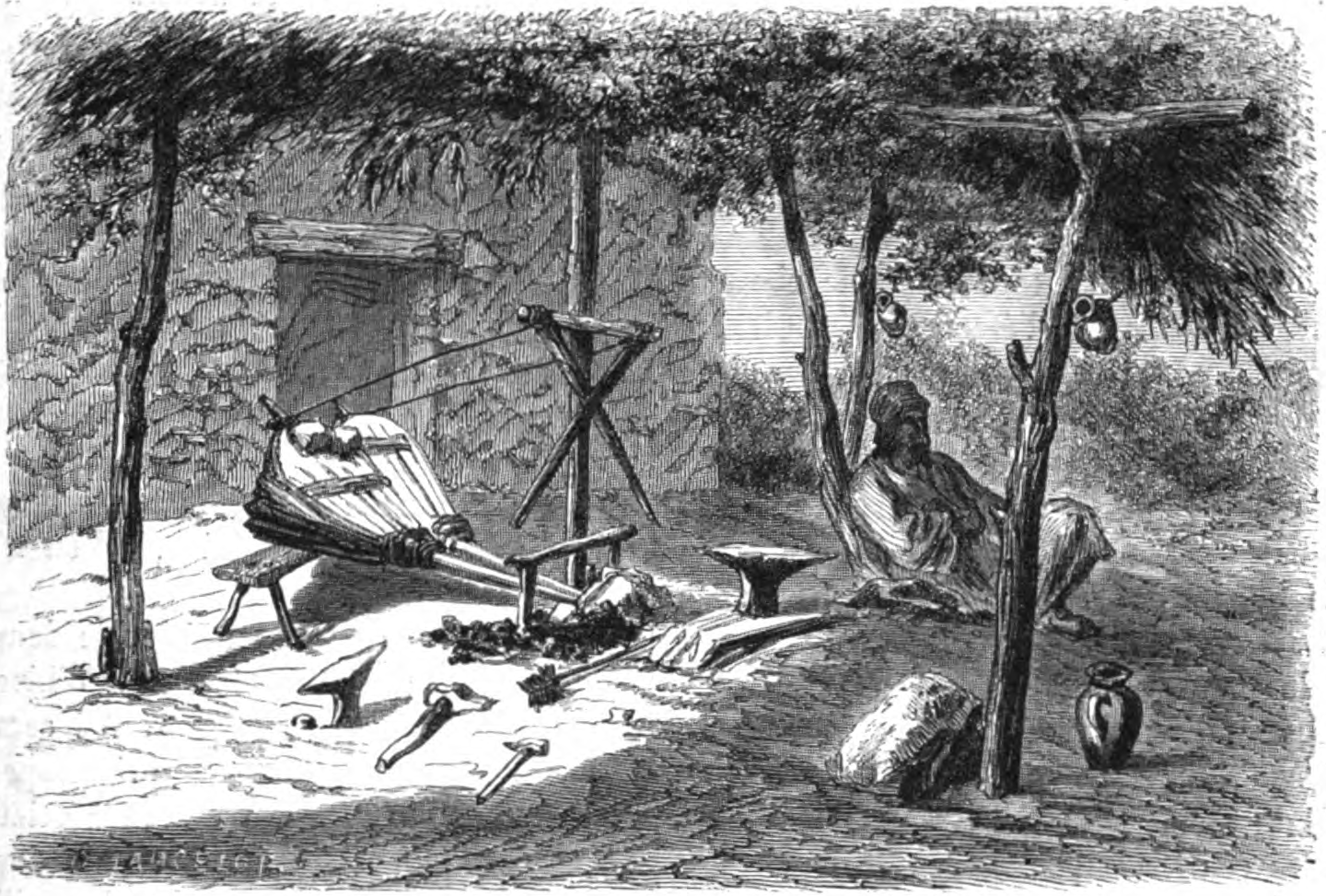
Un herrero gitano y su fragua en Valaquia, por Dieudonné Lancelot, 1860

En la época medieval, la herrería se consideraba parte del conjunto de siete artes mecánicas.
Antes de la revolución industrial, una herrería era un elemento básico de cada ciudad. Las fábricas y la producción en masa redujeron la demanda de herramientas y herrajes fabricados por los herreros.
El combustible original para los fuegos de las fraguas era el carbón vegetal. El carbón no empezó a sustituir al carbón vegetal hasta que los bosques de Gran Bretaña primero (durante el siglo XVII d. C.), y luego los del este de los Estados Unidos de América (durante el siglo XIX) se agotaron en gran medida. El carbón puede ser un combustible inferior para la herrería, porque gran parte del carbón del mundo está contaminado con azufre. La contaminación por azufre del hierro y el acero los hace "cortos de rojo", de modo que al calor rojo se vuelven "desmenuzables" en lugar de "plásticos". El carbón que se vende y se compra para la herrería debe estar en gran medida libre de azufre.
Los herreros europeos, antes y durante la época medieval, pasaban mucho tiempo calentando y martillando el hierro antes de forjarlo en artículos acabados. Aunque desconocían la base química, eran conscientes de que la calidad del hierro mejoraba así. Desde un punto de vista científico, la atmósfera reductora de la fragua eliminaba el oxígeno (óxido) y absorbía más carbono en el hierro, desarrollando así grados de acero cada vez más altos a medida que se continuaba el proceso.

### La era industrial
Durante el siglo XVIII, los agentes de la industria de la cuchillería de Sheffield recorrían el campo británico ofreciendo muelles nuevos para carruajes a cambio de los antiguos. Los muelles debían ser de acero endurecido. En esta época, los procesos de fabricación del acero daban lugar a un producto extremadamente variable: la calidad no estaba asegurada en el punto de venta inicial. Los muelles que habían sobrevivido al agrietamiento por el duro uso en las duras carreteras de la época, habían demostrado ser de un acero de mejor calidad. Gran parte de la fama de la cuchillería de Sheffield (cuchillos, cizallas, etc.) se debió a las extremas medidas que tomaron las empresas para asegurarse de que utilizaban acero de alta calidad.

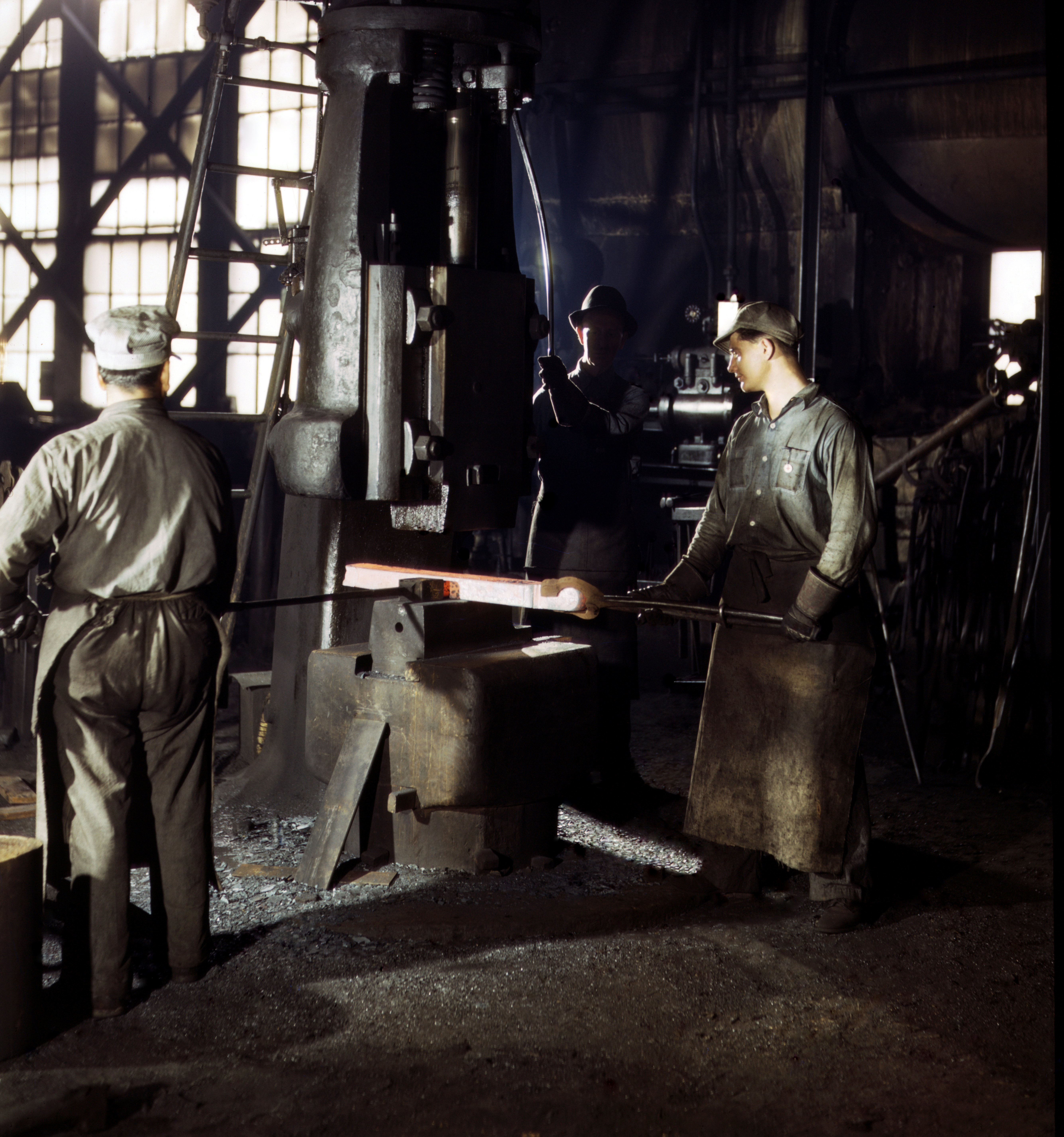
Herreros en los talleres del Atchison, Topeka and Santa Fe Railway en Topeka, Kansas, 1943

 Durante la primera mitad del siglo XIX, el gobierno de los Estados Unidos incluyó en sus tratados con muchas tribus nativas americanas, que los Estados Unidos emplearían a herreros y soldadores en el ejército, con el propósito expreso de proporcionar a los nativos americanos herramientas de hierro y servicios de reparación.
Durante principios y mediados del siglo XIX, tanto los ejércitos europeos como los ejércitos del Federal de los Estados Unidos y del Confederado empleaban herreros para herrar caballos y reparar equipos como carros, arreos de caballos y equipos de artillería.  Estos herreros trabajaban principalmente en una herrería ambulante que cuando se combinaba con un armón, comprendía vagones específicamente diseñados y construidos como herrerías sobre ruedas para transportar el equipo esencial necesario para su trabajo.
Los tornos, inspirados en gran medida en sus homólogos para torneado de madera, habían sido utilizados por algunos herreros desde la Edad Media. Durante la década de 1790 Henry Maudslay creó el primer torno para tallar tornillos, un acontecimiento que marcó el inicio de la sustitución de los herreros por maquinistas en las fábricas para las necesidades de ferretería de la población.
Samuel Colt no inventó ni perfeccionó las piezas intercambiables, pero su insistencia (y la de otros industriales de la época) en que sus armas de fuego se fabricaran con esta propiedad, fue un paso más hacia la obsolescencia de los artesanos del metal y los herreros. (Véase también Eli Whitney).
Al disminuir la demanda de sus productos, muchos herreros aumentaron sus ingresos trabajando en el herraje de caballos. Un herrador de caballos era conocido históricamente como farrier en inglés. Con la introducción de los automóviles, el número de herreros siguió disminuyendo, y muchos antiguos herreros se convirtieron en la primera generación de mecánicos de automóviles. El punto más bajo de la herrería en los Estados Unidos se alcanzó durante la década de 1960, cuando la mayoría de los antiguos herreros habían abandonado el oficio, y pocas personas nuevas, si acaso, entraban en él. Para entonces, la mayoría de los herreros en activo eran los que realizaban trabajos de herrador, por lo que el término herrero fue efectivamente cooptado por el oficio de herrador.

#### Época del neoclasicismo
En la parte final del siglo XVIII, el trabajo de hierro forjado continuó decayendo debido a la mencionada revolución industrial, las formas de los elementos en los diseños de las rejas de las ventanas y otros artículos funcionales decorativos continuaron contradiciendo las formas naturales, las superficies comienzan a ser cubiertas con pintura, los elementos de hierro fundido se incorporan a los diseños forjados.
Las principales características de la herrería del Neoclasicismo (también denominada estilo Luis XVI y estilo Imperio) incluyen barras lisas y rectas, elementos geométricos decorativos, volutas dobles u ovaladas y el uso de elementos de la Antigüedad clásica (Meandro (arte), coronas, etc.).
Lo típico de este tipo de herrajes es que estén pintados de blanco con elementos dorados.

## Proceso del trabajo del herrero
Generalmente el hierro es calentado hasta que se vuelve incandescente, al «rojo vivo», y posteriormente se somete al proceso de forjado. Los herreros trabajan calentando las partes del hierro, a modelar por medio de instrumentos como el martillo.
El calentado se realiza en una fragua de propano, gas natural, carbón, leña o coque. También se puede utilizar oxiacetileno o una llama similar para trabajar localizando el calor. El color es importante para determinar la temperatura y maleabilidad del hierro. Cuando el hierro es calentado para incrementar su temperatura, primero se vuelve rojo, luego anaranjado, amarillo. El color ideal para el forjado es un blanco-anaranjado. Como deben ser capaces de ver el color del metal para trabajar, muchos herreros trabajan en lugares de baja iluminación. Las técnicas de la herrería o del herrero pueden ser divididas en: forjado (a veces llamado "esculpido" o "forjadura"), soldadura, temple, acabados metálicos y la fabricación o reparación de aperos y herramientas.

## Percepción
Los acabados metálicos son de suma importancia en cada obra sin importar su tamaño, ya que estos le dan un aspecto agradable y fino. Cuantos más detalles se encuentren, más tiempo y trabajo costó, por lo tanto, su valor es más alto pero a la vez la pieza de metal es más atractiva. Es por esto que la herrería debido a la habilidad y creatividad que se requiere para su desempeño se ha llegado a considerar un arte, en especial en India y en otros países de África, Asia y Europa.

## Función
La herrería es indispensable para la construcción de la infraestructura de una ciudad, ya que se crean piezas como varillas, vigas y placas, que son esenciales para poder terminar un proyecto.  También se utiliza en las decoraciones, en rejas, muebles y esculturas, las cuales le dan un toque único al lugar en donde se encuentren. 
Se crean también piezas para la cocina, muchos de los artículos están creados por herreros, todo esto son cosas que las familias en distintas partes del mundo utilizan a diario.
Con el hierro se pueden crear una gran variedad de objetos; muebles, rejas, escaleras, ventanas, esculturas, artículos religiosos y decorativos, al igual que utensilios de uso diario dentro de la cocina como; cazuelas, sartenes, ollas y cucharones. Otro uso que se les da a este material es la producción de armas.
También se crean materiales de uso en las construcciones como varillas, vigas, tornillos, tuercas y laminas que sirven para crear los castillos que dan soporte a la cimentación.
Una tarea especial de los herreros consiste en herrar las pezuñas o cascos      de los caballos. Estos herreros trabajan especialmente con hierro negro, su color se debe a la capa de óxido que se deposita sobre la superficie del metal durante su calentamiento.

## Herramientas

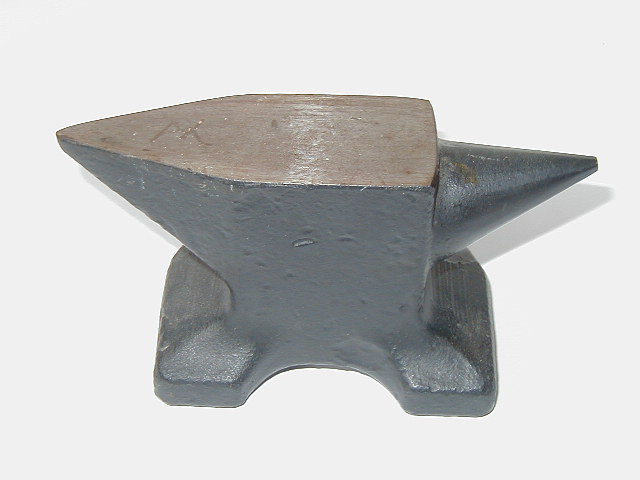
Yunque pequeño.

A través de la historia, los herreros se han jactado de poseer una de las pocas ocupaciones en donde ellos mismos fabrican las herramientas que usan para su oficio. El tiempo y la tradición han brindado solo unas pocas herramientas básicas que varían únicamente en detalles alrededor del mundo. Una frase común sobre el trabajo de los herreros señala que "todo lo que se necesita es algo en donde calentar el metal, algo en donde golpearlo y algo con qué golpearlo".
La forja es el lugar en donde se le aplica calor al metal en la herrería. Aquí se contiene y controla el volumen del fuego necesario para el trabajo.
El yunque es un gran bloque de hierro o acero, a lo largo del tiempo, ha sido refinado hasta su actual forma.
Los anteriores son los instrumentos básicos con los que trabajan los herreros. Además, utilizan algunas de las siguientes herramientas, dependiendo del tipo de labor que efectúen:
Las tenazas son usadas para asir el metal incandescente. Varían en un rango de formas y tamaños.
Los moldes son instrumentos para dar forma al metal. Estos se calientan de modo tal que el metal se derrite y sale a través de aberturas previamente marcadas en el molde. Por esos orificios se introduce el metal fundido de forma que cuando se enfría y se rompe el molde se reproduce la forma deseada en el metal. Con ello, por ejemplo, se pueden fabricar las formas particulares de las cucharas, las herraduras, etcétera.
La fragua es la herramienta donde se coloca el carbón para calentar las piezas de metal para que puedan ser forjadas y tengan maleabilidad al momento de darles forma, esta fragua puede funcionar con un ventilador que inyecta aire para que el carbón arda y así poder trabajar el metal.

## Historia

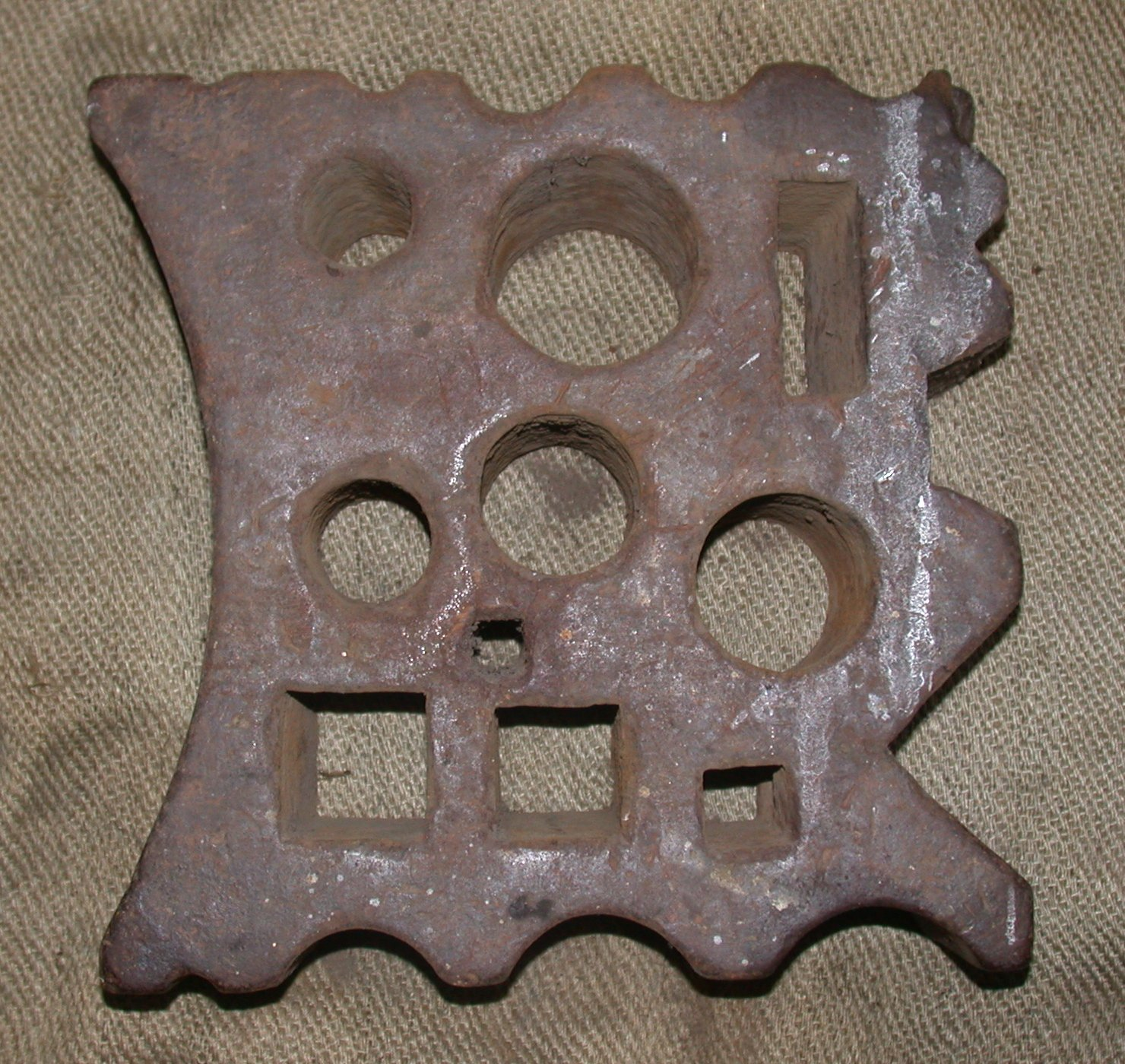
Molde de herrería.

Antes de la Revolución industrial, el "herrero de la aldea" era un vecino básico de cualquier poblado. Las técnicas de producción en masa han reducido la demanda del trabajo de los herreros, pero menos en África, India, y el Sudeste asiático, lugares en donde aún se mantienen estos artesanos tradicionales.
Un herrero famoso, aunque mítico, fue el dios griego Hefesto (Vulcano para los romanos), cuya fragua era un volcán, donde hacía las armas de los dioses. Además de la herrería y la metalurgia era el encargado de proteger la artesanía, la escultura y el fuego.